# Чивитарезе (Кјети)
Чивитарезе (итал. Civitarese) је насеље у Италији у округу Кјети, региону Абруцо.
Према процени из 2011. у насељу је живело 130 становника. Насеље се налази на надморској висини од 119 м.